# 나가사와 마사미의 올 나이트 닛폰
《나가사와 마사미의 올 나이트 닛폰》(長澤まさみのオールナイトニッポン 나가사와 마사미노 올 나이트 닛폰[*])는 닛폰 방송의 심야 방송 올 나이트 닛폰의 특별 프로그램. 퍼스널리티는 나가사와 마사미.

## 방송 시간
- 나가사와 마사미의 올 나이트 닛폰 2006년 10월 16일 월요일 25:00 ~ 27:00 (슌푸테이 쇼타의 올 나이트 닛폰의 대타 진행자)

- 나가사와 마사미의 올 나이트 닛폰 2009년 1월 1일 목요일 25:00 ~ 27:00 (나인티나인의 올 나이트 닛폰의 대타 진행자)

- 나가사와 마사미의 올 나이트 닛폰 GOLD 2020년 7월 28일 화요일 22:00 ~ 24:00 (스즈키 안쥬의 올 나이트 닛폰 MUSIC10의 대타 진행자)[1][2]
  - 닛폰 방송에서 〈올 나이트 닛폰〉의 퍼스널리티를 세 번째 맡는 것으로, 주연 영화 《컨피던스 맨 JP -프린세스편-》에 공연한 세키미즈 나기사, 히가시데 마사히로, 코히나타 후미요, 코테 신야가 코멘트로 출연. 또한 영화 주제가를 노래한 Official髭男dism의 오자사 다이스케, 마츠우라 마사키도 게스트로 출연했다.[1]

## 개요
- 〈나가사와 마사미 LOVES〉을 테마로, 나가사와가 좋아하는 것이나, 신경이 쓰이는 것에 관해서 청취자의 편지를 섞은 방송.  내가 좋아하는 장소, 내가 좋아하는 문구, 내가 좋아하는 잡학, 내가 좋아하는 나가사와 마사미 등의 제목이 있었다.
  - 자신이 좋아하는 것을 발표할 때 갸루후의 말투를 했다.
  - NTV 계열의 《마음대로 훌쩍 내리는 기차여행》에서의 오구라 유코의 내레이션의 성대 모사했다.

- 일문일답 형식의 질문 코너도 있었다.

- 프로그램 중에 선곡된 곡은 나가사와 마사미가 좋아하는 곡을 흘렸다. 또한, 자신의 주연 드라마 《세라복과 기관총》의 주제가를 선곡했을 때, 자신이 노래임에도 불구하고 〈잘하네요, 이 여성〉이라고 말했다. 이것은 「나가사와 마사미」로서의 명의가 아니라 드라마에서의 호시 이즈미 명의로 노래하고 있기 때문이다.(다른 사람으로 취급하고 있다)

- 2007년 4월 8일부터 나가사와 마사미가 닛폰 방송의 일요일 밤 10시 《우에토 아야 21 피스!》의 시간대의 새로운 프로그램 《나가사와 마사미 타이틀 미정 (가제)》의 레귤러 퍼스널리티를 담당하였다.

- 2005년 2월 18일에는 〈나가사와 마사미의 올 나이트 닛폰 R 제28회 일본 아카데미상 영광은 누구의 손에〉라는 주제로 퍼스널리티를 담당, 일본 아카데미상 시상식을 중심으로 방송했다.

- 2009년 1월 1일, 닛폰 방송 개국 55주년 캠페인 이벤트의 이미지 캐릭터를 맡는 것으로 방송이 실현. 스튜디오 게스트에 이마이 에리코 (SPEED)가 등장. 녹음 코멘트 게스트로는 절친한 에이쿠라 나나와 우에노 주리가 등장했다.

## 같이 보기
- 닛폰 방송
- 나가사와 마사미 Sweet Hertz